# Бар'єрний риф
Бар'є́рний риф — гряда, складена вапняними скелетами відмерлих коралів і покрита зростаючими коралами. Бар'єрні рифи простягаються уздовж материкової або острівної мілини в теплих водах Тихого, Індійського і Атлантичного океанів на відстані до декількох кілометрів і десятків кілометрів від берега. Ширина бар'єрних рифів — сотні метрів. Простір між ними і берегом зайнято лагуною. Над водою виступають під час віпдливу у вигляді окремих островів. Найбільший бар'єрний риф — Великий Австралійський поблизу східних берегів Австралії, його довжина досягає 2000 км.